# Яровенко Олексій Станіславович
Олексій Станіславович Яровенко (біл. Аляксей Станіслававіч Яравенка; нар. 23 серпня 1987, Мінськ) — український актор театру і кіно.

## Біографія

### Ранні роки
Олексій Яровенко народився та виріс у Мінську. В юності майбутній актор десять років професійно займався футболом у спортивній школі. Спочатку хлопець не знав про акторську професію та не бачив себе на сцені.
Але заняття в студентському театрі технологічного університету змінили його світогляд. Так він вступив до Білоруської державної академії мистецтв, в майстерню В. А. Міщанчука. Навчання закінчив у 2012 році. Після цього став актором Білоруського національного академічного театру імені Янки Купали.

### Кар'єри
Починаючи з 2012 року Олексій активно знімається в кіно. Популярність прийшла до нього в 2013 році з головною роллю в мелодрамі «Сила любви». Хлопець з перших серій підкорив серця багатьох жінок своєю харизмою та акторським професіоналізмом.
У лютому 2019 року відбулася прем'єра костюмованої драми «Кріпосна» в якій Яровенко зіграв дворянина Олексія Косача.

## Особисте життя
Дружиною Олексія Яровенка є Карпова Ольга Миколаївна — актриса Київського театру драми і комедії на лівому березі Дніпра. Вони познайомилися на театральному фестивалі студентських шкіл в Кишиневі, куди з'їхалася молодь з Мінська і Києва. За його словами, це була любов з першого погляду. Після першої зустрічі вони багато листувалися, потім почали їздити один до одного. У підсумку Яровенко та Карпова вирішили жити разом у Києві.
Окрім акторської кар'єри, Яровенко займається музикою. У нього є власний гурт «Бенд Олексія Яровенка», пісні якого виконуються в стилях фанк та блюз.

## Фільмографія

### Ролі у кіно
1. 2012 — «Семейный детектив»;
2. 2012 — «Выше неба» — Стас Чайкін;
3. 2013 — «Чужая женщина»;
4. 2013 — «Укради меня» — Макс;
5. 2013 — «Сила любви» — Стас;
6. 2013 — «Недотрога» — Михайло;
7. 2013 — «Земляк» — Руслан Алпаров;
8. 2015 — «Фамильные ценности» — Женя;
9. 2016 — «Мухтар. Новый след» — Саша;
10. 2017 — «Голий лезет на акацию»;
11. 2018 — «40 лет в одних трусах» — Валерій Гусько;
12. 2018 — «В созвездии Стрельца» — Сергій;
13. 2018 — «Артистка» — син Ярославського;
14. 2018 — «Сестры по наследству» — Іван;
15. 2019 — «Кріпосна» — Олексій Косач.
16. 2019 — «Бывшие»;